# Národní jazyk
Národní jazyk je jazyk (nebo jazyková varieta, tj. dialekt), který reprezentuje národní identitu určitého národa nebo země. Národní jazyk je typicky používán pro účely politických a právních rozprav.
Některé země mají více než jeden národní jazyk, jako např. Kanada, kde se používají současně francouzština a angličtina. Pokud je národní jazyk deklarován legislativou, jedná se o úřední jazyk. To je odlišné od případu dominantního národního jazyka, který je národním jazykem pouze používáním de facto (např. angličtina v mnoha státech USA) nebo díky historické asociaci s dotyčným národem.
Národní jazyk je obvykle souborem útvarů a podob jazyka. K obvyklým, ovšem ne vždy přítomným součástem národního jazyka patří:
- spisovný jazyk
- nářečí
- profesní mluva, slang
- argot

| Český národní jazyk          | Český národní jazyk                                              | Český národní jazyk                | Český národní jazyk                | Český národní jazyk                |
| ---------------------------- | ---------------------------------------------------------------- | ---------------------------------- | ---------------------------------- | ---------------------------------- |
| strukturní jazykové útvary   | spisovná čeština (včetně hovorové)                               | spisovná čeština (včetně hovorové) | spisovná čeština (včetně hovorové) | spisovná čeština (včetně hovorové) |
| strukturní jazykové útvary   | nadregionální obecná čeština                                     |                                    |                                    |                                    |
| strukturní jazykové útvary   | regionální obecná čeština                                        | obecná hanáčtina                   | obecná moravská slovenština        | obecná laština                     |
| strukturní jazykové útvary   | nářeční skupiny (česká, středomoravská, východomoravská, lašská) |                                    |                                    |                                    |
| strukturní jazykové útvary   | nářeční podskupiny (např. jihozápadočeská, tišnovská, valašská)  |                                    |                                    |                                    |
| strukturní jazykové útvary   | nářečí                                                           |                                    |                                    |                                    |
| nestrukturní jazykové útvary | slang, profesni mluva                                            | slang, profesni mluva              | slang, profesni mluva              | slang, profesni mluva              |
| nestrukturní jazykové útvary | argot                                                            |                                    |                                    |                                    |
| nestrukturní jazykové útvary | běžná mluva (není jazykový útvar)                                |                                    |                                    |                                    |